# سیتی‌گروپ سنتر لندن
سیتی‌گروپ سنتر لندن، (به انگلیسی: Citigroup Centre, London) ساختمان تجاری-اداری مستقر در لندن است، که دفتر اداری سیتی‌گروپ و دفتر بین‌المللی و در عمل، دفتر مرکزی مناطق خاورمیانه، اروپا و آفریقای سیتی‌گروپ محسوب می‌شود. این ساختمان با ارتفاع تقریبی ۲۰۰ متر، به‌عنوان چهارمین برج بلند در کشور بریتانیا به‌شمار می‌آید.